# فرانچسکو اینتیناچلی
فرانچسکو اینتیناچلی (انگلیسی: Francesco Intinacelli؛ زادهٔ ۱۲ نوامبر ۲۰۰۱) بازیکن فوتبال اهل ایتالیا است.